# ستيفن باين (لاعب كرة قدم)
ستيفن باين (بالإنجليزية: Stephen Payne)‏ هو لاعب كرة قدم أمريكي في مركز الوسط، ولد في 16 يونيو 1997 في برمنغهام في الولايات المتحدة. لعب مع إشتوريل برايا.